# Платвил (Илиноис)
Платвил (енгл. Plattville) град је у америчкој савезној држави Илиноис.

## Демографија
По попису из 2010. године број становника је 242.
| Група             | 2000.    | 2010.       |
| Белци             | 0 (0,0%) | 229 (94,6%) |
| Афроамериканци    | 0 (0,0%) | 0 (0,0%)    |
| Азијати           | 0 (0,0%) | 0 (0,0%)    |
| Хиспаноамериканци | 0 (0,0%) | 12 (5,0%)   |
| Укупно            | 0        | 242         |